# Achillea spinulifolia
Achillea spinulifolia là một loài thực vật có hoa trong họ Cúc. Loài này được Fenzl ex Boiss. mô tả khoa học đầu tiên năm 1875.